# Centrum Nauki Kopernik metróállomás
A Centrum Nauki Kopernik egy metróállomás Varsóban a varsói M2-es metró vonalán.

## Szomszédos állomások
A metróállomáshoz az alábbi állomások vannak a legközelebb:
- Nowy Świat-Uniwersytet (Bemowo metro station, M2-es metróvonal)
- Stadion Narodowy (Bródno metro station, M2-es metróvonal)

## Képgaléria

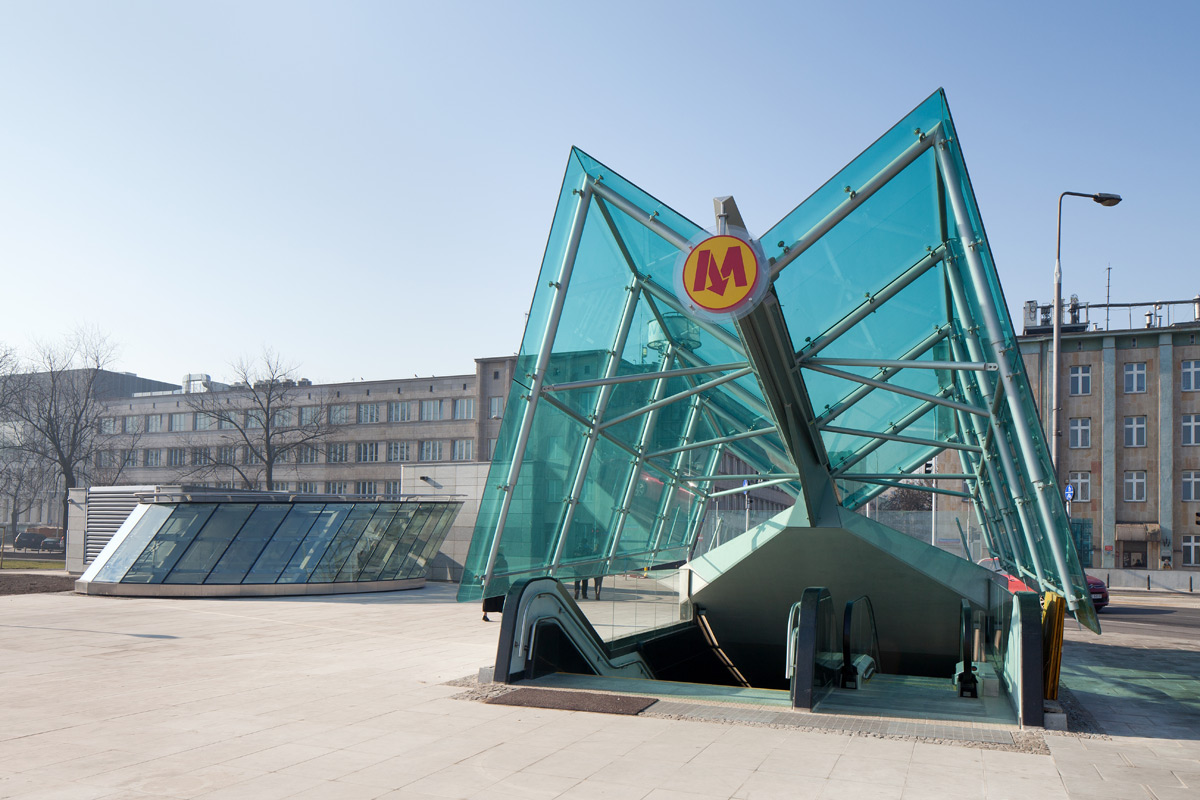

## Átszállási kapcsolatok
| M2 (Rondo Daszyńskiego ↔ Dworzec Wileński) |                        |                                |
| Állomás                                    | Átszállási kapcsolatok | Fontosabb létesítmények        |
| Centrum Nauki Kopernik                     | 102, 162, 185, 318     | Kopernikusz Tudományos Központ |